# Jamay (kommun)
Jamay är en kommun i Mexiko.   Den ligger i delstaten Jalisco, i den centrala delen av landet, 400 km väster om huvudstaden Mexico City. Antalet invånare är 21 157.
Följande samhällen finns i Jamay:
- Jamay